# 香港生態
香港的生態主要受氣候變遷的影響。由於冬季和夏季風向交替，香港的氣候是季節性的。
香港在地質上已經穩定了數百萬年。香港的動植物因氣候變化而改變。

## 氣候

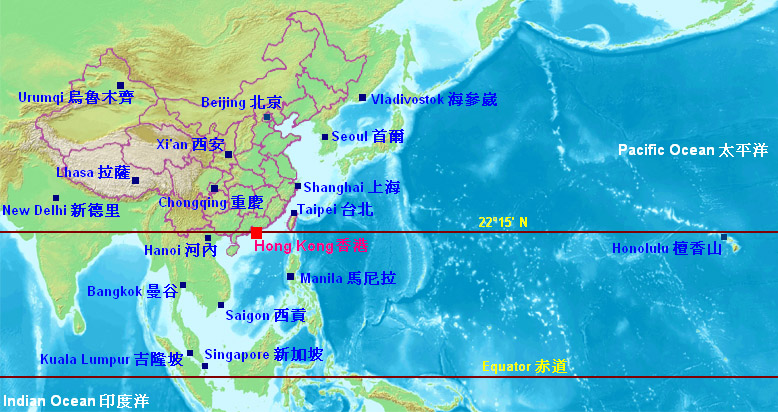
香港與夏威夷處同一緯度。

香港屬亞熱帶氣候，位於北回歸線以南，與夏威夷處同一緯度。

## 土地
全港土地總面積為1,107平方公里，其中約75%為郊野地區。

## 生態系統
香港現存二千六百多種維管植物，約四百五十多種(物種)雀鳥，約二百種蝴蝶，一百一十五種蜻蜓，七十七種蠅虎科當中六種為中國新品種，八十四種珊瑚，五十六種哺乳動物，八十種爬行動物以及二十多種兩棲動物。

### 稀有物種

#### 植物
- 香港金線蘭 (Anoectochilus yungianus)
- 土沉香 (Aquilaria sinensis)
- 秀英竹 (Arundinaria shiuyingiana)
- 香港細辛 (Asarum hongkongensis)
- 香港紫菀 (Aster striatus)
- 煥鏞箣竹 (Bambusa chunii)
- 小簕竹 (Bambusa flexuosa)
- 二色石豆蘭 (Bulbophyllum bicolor)
- 香港毛蕊茶 (Camellia assimilis)
- 柃葉茶 (Camellia euryoides)
- 香港茶 (Camellia hongkongensis)
- 葛量洪茶 (Camellia granthamania)
- 毛葉拷栗 (Castanopsis concinna)
- 粉紅叉柱蘭 (Cheirostylis jamesleungii)
- 箭藥叉柱蘭 (Cheirostylis monteiroi)
- 小葉瑞香 (Daphne championii)
- 香港雙袋蘭 (Disperis lantauensis)
- 白花多葉斑葉蘭 (Goodyera foliosa)
- 歌綠斑葉蘭 (Goodyera seikoomontana)
- 香港玉鳳花 (Habenaria coultousii)
- 杜根藤 (Justicia championii)
- 四藥門花 (Tetrathyrium subcordatum)
- 香港拖鞋蘭 (Paphiopedilum purpuratum)
- 香港杜鵑 (Rhododendron hongkongense)
- 光笹竹 (Sasa subglabra)
- 全唇薑 (Zingiber integrilabrum)
- 嘉道理盆距蘭 (Gastrochilus kadooriei)

#### 動物
- 盧文氏樹蛙 (Philautus romeri)
- 三線閉殼龜 (Cuora trifasciata Bell)
- 香港鬥魚　(Macropodus hongkongensis)
- 香港瘰螈　(Paramesotriton hongkongensis)
- 鮑氏雙足蜥 (Dibamus bogadek)

### 常見物種
1. 大花紫薇、大紅花、大頭茶、大薊
2. 小葉海金沙
3. 山芝麻、山菅蘭、山稔、山蒼樹
4. 五爪金龍、五節芒
5. 木麻黃、木棉
6. 火焰樹
7. 水筆仔
8. 半邊旗
9. 台灣相思
10. 玉葉金花

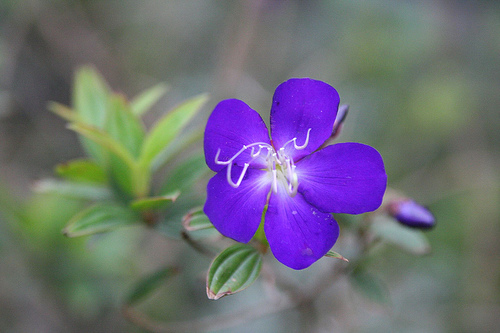
野牡丹

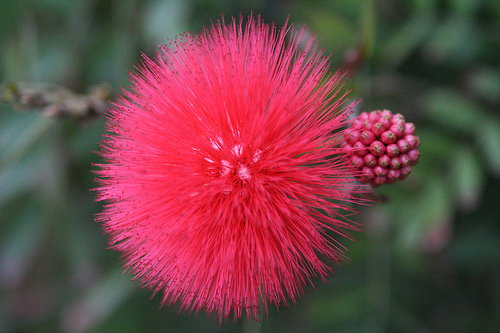
紅絨球（或稱朱纓花、紅合歡）

11. 白千層、白舌紫菀、白花羊蹄甲、白背葉、白楸、白蘭
12. 石栗、石葦
13. 印度橡樹
14. 吊燈花、吊鐘
15. 白蘭花 (Michelia alba)
16. 地稔
17. 老鼠勒
18. 血桐
19. 佛肚竹
20. 含羞草
21. 夾竹桃
22. 杜鵑花
23. 芒萁
24. 車輪梅
25. 兩色三七草
26. 兩面針
27. 油甘子
28. 金毛狗、金剛藤
29. 長春花
30. 黃槿
31. 洋紫荊
32. 炮仗花
33. 穿根藤
34. 紅苞木、紅絨球、紅花羊蹄甲
35. 香港大沙葉、香港茶
36. 恒春黃槿
37. 宮粉羊蹄甲
38. 桐花樹
39. 海杧果
40. 海芋
41. 海漆
42. 草海桐
43. 馬尾松、馬鞭草、馬纓丹
44. 鬼針草、鬼燈籠
45. 假蘋婆
46. 勒杜鵑
47. 崩大碗
48. 崗稔 (桃金娘 (Rhodomyrtus tomentosa))
49. 崗松
50. 梔子
51. 荷花玉蘭
52. 蛇莓
53. 軟枝黃蟬
54. 野牡丹、野漆樹
55. 雀巢蕨
56. 勝紅薊
57. 硬枝黃蟬
58. 酢醬草
59. 愛氏松
60. 落地生根
61. 對葉榕
62. 綠玉樹
63. 蒲桃
64. 銀杏、銀葉樹
65. 鳳凰木
66. 蓖麻
67. 蔥
68. 豬籠草
69. 鋪地蜈蚣
70. 白花蝦脊蘭
71. 黃花蝦脊蘭、黃花羊蹄甲
72. 韓信草

### 紅樹林
- 米埔
- 企嶺下紅樹林

### 樹林
- 鹽灶下鷺鳥林
- 南風道林地
- 沙羅洞
- 大埔鷺鳥林
- 荔枝窩

### 風水林
| 新界東北 | 西貢   | 馬鞍山 | 大埔   | 沙田 | 大嶼山 | 香港島 |
| -------- | ------ | ------ | ------ | ---- | ------ | ------ |
| 鹿頸     | 荔枝莊 | 梅子林 | 鳳園   | 城門 | 白芒   | 南風道 |
| 上禾坑   | 黃竹洋 | 茅坪   | 社山村 |      |        |        |
| 木棉頭   | 海下   |        | 大庵   |      |        |        |
| 荔枝窩   | 白沙澳 |        |        |      |        |        |

### 沙岸
- 泥涌海岸
- 赤門海峽北岸

### 海灣
- 海下灣

## 環境污染
香港境內馬蹄蟹數目於數量間劇減九成，而綠海龜已有四年時間（2003年至2007年）沒有返回南丫島深灣繁殖區生產。

### 生態事件
- 東涌河挖石事件
- 香港膠災
- 棕櫚硬脂污染泳灘事件（2017年8月）

## 外部連結
- 香港生物多樣性網頁 （页面存档备份，存于）
- 香港的植被
- 香港爬蟲協會 - 香港的爬蟲類和兩棲類 （页面存档备份，存于）
- 樹木谷 （页面存档备份，存于）
- 靈性傳統。全球生態。香港環境 （页面存档备份，存于） 介紹不同宗教對生態的看法，並展覽香港獨特的生態面貌，完全免費，由香港浸會大學圖書館 （页面存档备份，存于）提供